# Сражение под Прохоровкой
Сраже́ние под Про́хоровкой — сражение между бронетанковыми частями германской и советской армий в ходе оборонительной фазы Курской битвы.
Сражение произошло 12 июля 1943 года на южном фасе Курской дуги (Белгородское направление) в полосе Воронежского фронта, в районе станции Прохоровка на территории совхоза «Октябрьский» (Курская область РСФСР). Является одним из крупнейших сражений в военной истории с применением бронетанковых сил, уступая по масштабам сражению под Бродами-Ровно и битве под Сенно в 1941 году; в тех же случаях, когда Курская битва в целом рассматривается как танковая, она является крупнейшей танковой битвой в истории.
Непосредственное командование танковыми соединениями во время сражения осуществляли: генерал-лейтенант танковых войск Павел Ротмистров с советской стороны и обергруппенфюрер СС Пауль Хауссер со стороны Германии.
Ни одной из сторон не удалось достичь целей, поставленных на 12 июля: германским войскам не удалось захватить Прохоровку, прорвать оборону советских войск и выйти на оперативный простор, а советским войскам не удалось сбить с позиций II танковый корпус СС.

## Обстановка накануне сражения

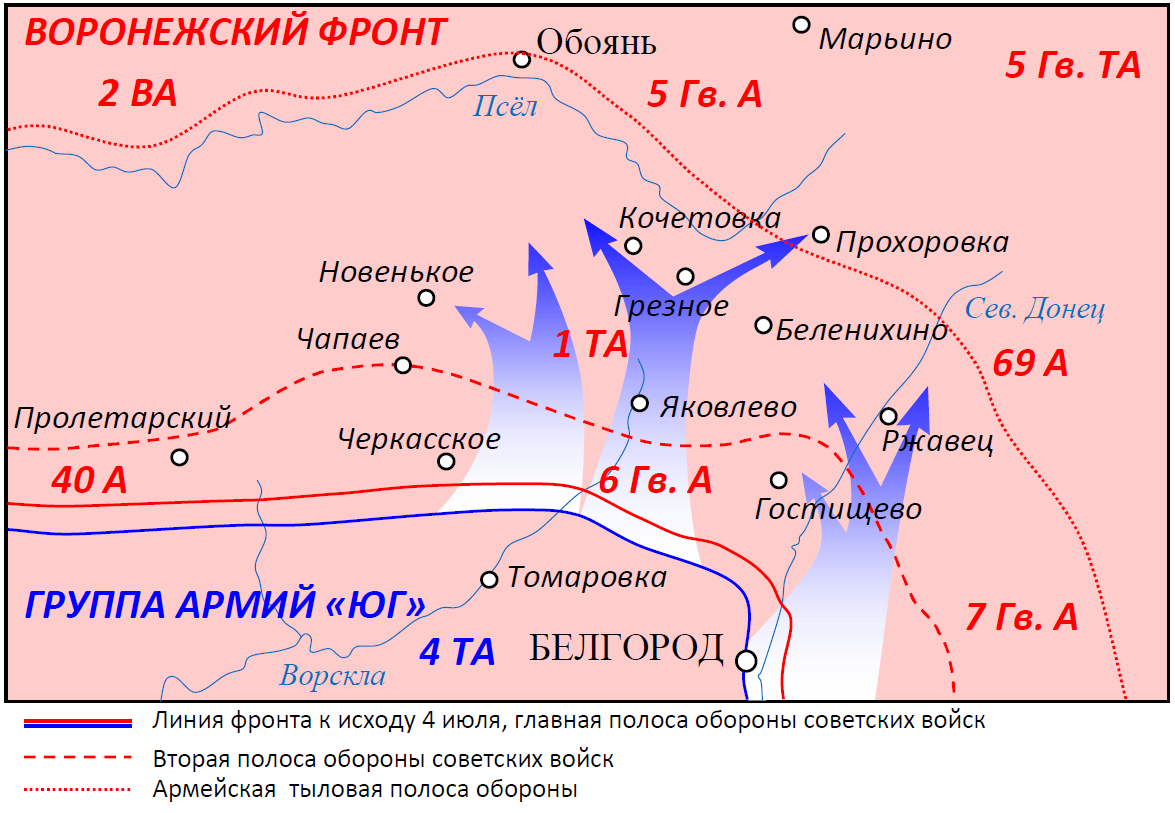
Район Белгорода, положение к исходу 4 июля 1943 года и направления немецких ударов

Изначально основной удар немцев на южном фасе Курской дуги направлялся западнее — по операционной линии Яковлево — Обоянь. 5 июля, в соответствии с планом наступления, немецкие войска в составе 4-й танковой армии (48-й танковый корпус и 2-й танковый корпус СС) и армейской группы Кемпфа перешли в наступление против войск Воронежского фронта, на позиции 6-й и 7-й гвардейских армий в первый день операции немцы направили пять пехотных, восемь танковых и одну моторизованную дивизии.
6 июля по наступающим немцам были нанесены два контрудара со стороны железной дороги Курск — Белгород 2-м гвардейским танковым корпусом и из района Лучки (сев.) — Калинин силами 5-го гвардейского танкового корпуса. Оба контрудара были отражены силами 2-го танкового корпуса СС.
Для оказания помощи 1-й танковой армии Катукова, ведущей тяжёлые бои на Обоянском направлении, советское командование подготовило второй контрудар. В 23 часа 7 июля командующий фронтом Николай Ватутин подписал Боевой приказ № 0014/оп о готовности к переходу к активным действиям с 10:30 8 июля. Однако контрудар, наносившийся силами 2-го и 5-го гвардейских танковых корпусов, а также 2-го и 10-го танковых корпусов, хоть и ослабил давление на бригады 1-й ТА, ощутимых результатов не принёс.
Не достигнув решающего успеха — к этому моменту глубина продвижения наступающих войск уже к 8 июля в хорошо подготовленной и вклинившейся советской обороне на Обоянском направлении составила лишь около 35 километров в глубину и 6-12 км в ширину — германское командование в соответствии со своими планами, сместило острие главного удара в направлении Прохоровки с намерением выйти к Курску через излучину реки Псёл. Изменение направления удара было связано с тем, что согласно планам германского командования именно в излучине реки Псёл представлялось наиболее целесообразным встретить неизбежный контрудар превосходящих по численности советских танковых резервов. В случае, если до подхода советских танковых резервов п. Прохоровка германскими войсками занят не будет, то предполагалось вообще приостановить наступление и временно перейти к обороне, с целью использовать выгодный для себя рельеф местности, не дав советским танковым резервам вырваться из узкого дефиле, образованного топкой поймой реки Псёл и железнодорожной насыпью, и не дать им реализовать численное преимущество, охватив фланги 2-го танкового корпуса СС.
К 11 июля немцы, выйдя к совхозу Октябрьский, заняли исходные позиции для захвата Прохоровки. Вероятно, имея разведывательные данные о присутствии советских танковых резервов, германское командование предприняло действия по отражению неизбежного контрудара советских войск. 1-я моторизованная дивизия СС «Лейбштандарт СС Адольф Гитлер», укомплектованная хуже других дивизий 2-го танкового корпуса СС, заняла дефиле и 11 июля атак в направлении Прохоровки не предпринимала, подтягивая противотанковые средства и подготавливая оборонительные позиции. Напротив, обеспечивающие её фланги 2-я моторизованная дивизия СС «Рейх» и 3-я моторизованная дивизия СС «Мёртвая голова» вели 11 июля активные наступательные бои за пределами дефиле, пытаясь улучшить своё положение (в частности прикрывающая левый фланг 3-я моторизованная дивизия СС «Мёртвая голова» расширила плацдарм на северном берегу реки Псёл, сумев переправить на него, в ночь на 12 июля, танковый полк, обеспечив фланговый огонь по ожидаемым советским танковым резервам в случае их атаки через дефиле).
К этому времени на позициях к северо-востоку от станции сосредоточилась советская 5 гвардейская танковая армия, которая, находясь в резерве, 6 июля получила приказ совершить 300-километровый марш и занять оборону на рубеже Прохоровка — Весёлый. Район сосредоточения 5-й гвардейской танковой и 5-й гвардейской общевойсковой армий был выбран командованием Воронежского фронта с учётом угрозы прорыва 2-м танковым корпусом СС советской обороны на прохоровском направлении. С другой стороны, выбор указанного района для сосредоточения двух гвардейских армий в районе Прохоровки, в случае их участия в контрударе, неизбежно приводил к лобовому столкновению с наиболее сильной группировкой противника (2-м танковым корпусом СС), а, учитывая характер дефиле, исключал возможности охвата флангов обороняющейся на этом направлении 1-й дивизии «Лейбштандарт СС Адольф Гитлер».
Фронтовой контрудар 12 июля планировалось нанести силами 5-й гвардейской танковой армии, 5-й гвардейской армии, а также 1-й танковой, 6-й и 7-й гвардейских армий. Однако в реальности в атаку смогли перейти только 5-я гвардейская танковая и 5-я гвардейская общевойсковая, а также два отдельных танковых корпуса (2-й и 2-й гвардейский), остальные вели оборонительные бои против наступающих германских частей. Против фронта советского наступления оказались 1-я моторизованная дивизия «Лейбштандарт СС Адольф Гитлер», 2-я моторизованная дивизия СС «Рейх» и 3-я моторизованная дивизия СС «Мёртвая голова».
К этому времени немецкое наступление на северном фасе Курской дуги уже стало иссякать — с 10 июля наступающие части стали переходить к обороне.

## Силы сторон

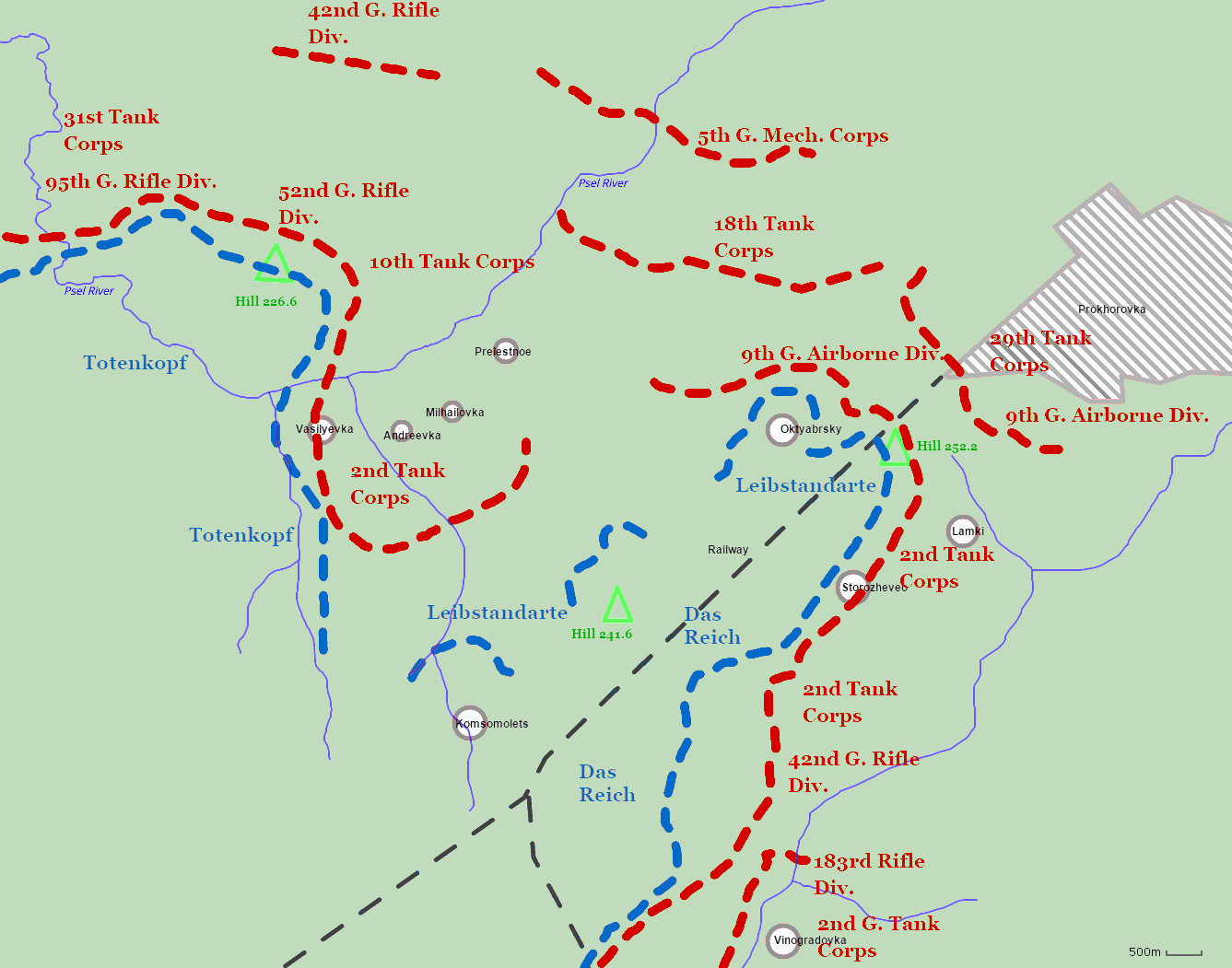
Положение к ночи на 11 июля

Традиционно, советские источники указывают, что в сражении участвовало около 1500 танков (в том числе и пр. бронемашин): порядка 800 — с советской и 700 — с германской стороны (напр. БСЭ). В некоторых случаях указывается несколько меньшее количество — 1200.
Многие современные исследователи[уточнить] считают, что, вероятно, введённые в бой силы были значительно меньше. В частности указывается, что сражение происходило на узком участке (шириной 8—10 км), который был ограничен с одной стороны рекой Псёл, а с другой — железнодорожной насыпью. Ввести настолько значительные массы танков на такой участок затруднительно.

### Германия
С юго-западного направления на Прохоровку наступал 2-й танковый корпус СС (2 ТК СС), при этом в полосе между рекой Псёл и железной дорогой действовала 1-я моторизованная дивизия СС «Лейбштандарт СС Адольф Гитлер» (название часто сокращается до «Лейбштандарт» (Л) или «Адольф Гитлер» (АГ)). 2-я моторизованная дивизия СС «Рейх» (также известная в документах как «Рейх», Р) прикрывала её правый фланг и подвергалась атакам преимущественно 2-го и 2-го гв. танковых корпусов. 3-я моторизованная дивизия СС «Мёртвая голова» (также известная как «Мёртвая голова», МГ) атаковала с плацдарма на северном берегу реки Псёл, действуя против подразделений 5-й гвардейской армии. 3-й танковый корпус (3 ТК) действовал против частей 69 А далеко на юго-востоке и в сражении под Прохоровкой участия не принимал.
Формально дивизии 2-го танкового корпуса CC назывались «моторизованными», однако они имели танковый полк вместо положенного обычным моторизованным дивизиям танкового батальона и скоро (в октябре 1943) были переименованы в танковые. Поэтому в советской и российской историографии Прохоровского сражения их часто называют «танковыми». Танковый полк дивизии «Лейбштандарт» в ходе всей операции под Курском действовал в однобатальонном составе (2-й тб), поскольку личный состав 1-го тб отбыл в Германию для получения новых танков «Пантера» и не успел вернуться. Таким образом, всего в танковом полку осталось 6 рот: три линейных, одна тяжелая, укомплектованная танками «Тигр» (13-я рота), рота управления и инженерная рота. Данные по наличию танков и штурмовых орудий, без самоходной артиллерии (Грилле, Веспе, Хуммель и Мардер 2) в дивизиях 2 ТК СС по состоянию на вечер 11 июля приведены в таблице.
| Номер, наименование соединения                      | Pz.II                  | Pz.III 50/L42          | Pz.III 50/L60          | Pz.III 75 мм           | Pz.IV L24              | Pz.IV L43 и L48        | Pz.VI «Тигр»           | Т-34                   | StuG III               | Bef.Pz. III            | Всего танков и StuG    |
| 2-й танковый корпус СС                              | 2-й танковый корпус СС | 2-й танковый корпус СС | 2-й танковый корпус СС | 2-й танковый корпус СС | 2-й танковый корпус СС | 2-й танковый корпус СС | 2-й танковый корпус СС | 2-й танковый корпус СС | 2-й танковый корпус СС | 2-й танковый корпус СС | 2-й танковый корпус СС |
| --------------------------------------------------- | ---------------------- | ---------------------- | ---------------------- | ---------------------- | ---------------------- | ---------------------- | ---------------------- | ---------------------- | ---------------------- | ---------------------- | ---------------------- |
| Мд «Лейбштандарт-СС Адольф Гитлер» (на 19.25 11.07) | 4                      | —                      | 5                      | —                      | —                      | 47                     | 4                      | —                      | 10                     | 7                      | 77                     |
| Мд СС «Рейх» (на 19.25 11.07)                       | —                      | —                      | 34                     | —                      | —                      | 18                     | 1                      | 8                      | 27                     | 7                      | 95                     |
| Мд СС «Мёртвая голова» (на 19.25 11.07)             | —                      | —                      | 54                     | —                      | 4                      | 26                     | 10                     | —                      | 21                     | 7                      | 122                    |
| 2-й танковый корпус СС, всего                       | 4                      | —                      | 93                     | —                      | 4                      | 91                     | 15                     | 8                      | 58                     | 21                     | 294                    |

Танки «Пантера» в Прохоровском сражении 12 июля участия не принимали, продолжая действовать в составе дивизии «Великая Германия» на обоянском направлении.
В послевоенной печати вместо реально участвовавшей в бою под Прохоровкой роты трофейных танков Т-34 (8 единиц в составе 2-й моторизованной дивизии СС «Рейх»), указывались танки «Пантера». О «Пантерах», якобы действующих против его 5-й гв. ТА, говорил П. А. Ротмистров.
Дивизии 2-го ТК СС, помимо сильной танковой составляющей, имели мощную мотопехоту, значительно более многочисленную, чем в обычных танковых и моторизованных дивизиях вермахта (в среднем, шесть батальонов вместо четырёх). По оценке В. Н. Замулина, 2-й ТК СС сложно сравнить с каким-либо советским формированием, но по численности (накануне операции «Цитадель») он примерно соответствовал советской общевойсковой армии двухкорпусного состава, которую усилили тремя танковыми корпусами.

### СССР
Командующий Воронежским фронтом генерал армии Ватутин Н. Ф., Представитель ставки Верховного Главнокомандования Василевский А. М. — до 14.07.43. С 14 июля координацией действий фронта со Ставкой занимался уже Жуков Г. К.
Советская группировка включала в себя следующие силы:
- 2-я воздушная армия (2 ВА, генерал-лейтенант авиации Красовский С. А.);
- 5-я гвардейская армия (5 гв. А, генерал-лейтенант Жадов А. С.);
- 5-я гвардейская танковая армия (5 гв. ТА, генерал-лейтенант танковых войск Ротмистров П. А.) в составе :

- 18-й танковый корпус (18 тк, генерал-майор танковых войск Бахаров Б. С.), 148 танков:

| Часть                                   | Т-34 | Т-70 | «Черчилль» |
| --------------------------------------- | ---- | ---- | ---------- |
| 110 тбр (подполковник Колесников И. М.) | 24   | 21   |            |
| 170 тбр (подполковник Тарасов В. Д.)    | 22   | 17   |            |
| 181 тбр (подполковник Пузырёв В. А.)    | 24   | 20   |            |
| 36 гв.отпп                              | 0    | 0    | 20         |

- 32 мсбр (полковник Стуков И. А.).

- 29 тк (генерал-майор т/в Кириченко И. Ф.), 192 танка и 20 САУ:

| Часть                            | Т-34 | Т-70 | СУ-122 | СУ-76 |
| -------------------------------- | ---- | ---- | ------ | ----- |
| 25 тбр (полковник Володин Н. К.) | 26   | 32   | 0      |       |
| 31 тбр (полковник Моисеев С. Ф.) | 32   | 38   | 0      |       |
| 32 тбр (полковник Линёв А. А.)   | 64   | 0    | 0      |       |
| 1146 сап                         |      |      | 12     | 8     |

- 53 мсбр (подполковник Липичев Н. П.).

- 5 гв.мк (генерал-майор т/в Скворцов Б. М.)

| Часть                                      | 11 июля | 11 июля | 11 июля | 11 июля | 14 июля | 14 июля | 14 июля | 14 июля |
| Часть                                      | Т-34    | Т-70    | СУ-122  | СУ-76   | Т-34    | Т-70    | СУ-122  | СУ-76   |
| 10 гв.мбр (гв. полковник Михайлов И. Б.)   | 29      | 12      |         |         |         |         |         |         |
| 11 гв.мбр (гв. полковник Грищенко Н. В.)   | 42      | 22      |         |         |         |         |         |         |
| 12 гв.мбр (гв. полковник Борисенко Г. Я.)  |         |         |         |         |         |         |         |         |
| 24 гв. тбр (гв. подполковник Карпов В. П.) | 51      | 0       |         |         |         |         |         |         |
| 1147 сап                                   |         |         | 12      | 8       |         |         |         |         |

5-я гв. ТА была усилена соединениями, с 10 июля вошедшими в её состав частями:
- 2-й гвардейский Тацинский танковый корпус (полковник Бурдейный А. С.),

| Часть                                        | 11 июля | 11 июля | 11 июля    | 14 июля | 14 июля | 14 июля    |
| Часть                                        | Т-34    | Т-70    | «Черчилль» | Т-34    | Т-70    | «Черчилль» |
| 4 гв.тбр (гв. полковник Бражников А. К.)     | 28      | 19      | 0          | 12      | 16      | 0          |
| 25 гв.тбр (гв. подполковник Булыгин С. М.)   | 28      | 19      |            | 2       | 9       | 0          |
| 26 гв.тбр (гв. подполковник Нестеров С. К.)  | 28      | 14      |            | 28      | 11      | 0          |
| 47 гв.отпп (гв. подполковник Шевченко М. Т.) | 0       | 0       | 21         |         |         |            |

4 гв. мсбр (гв. полковник Савченко В. Л.)
- 2 тк (генерал-майор т/в Попов А. Ф.):

- -     - 26 тбр (полковник Пискарев П. В.) (на 11.07.43 Т-34 1 1шт. + 7 в ремонте и Т-70 33 шт. + 2 в ремонте)
    - 99 тбр (полковник Малов Л. И.),
    - 169 тбр (полковник Степанов И. Я.).
    - 58 мсбр (подполковник Пивнев Г. Р.)

- Гвардейские минометные части: 16-й гв. минометный полк (Петраковский Яков Тимофеевич) и 80-й гв. минометный полк (Самченко Александр Ильич)
- 1529 тсап (Полк в количестве 11 машин СУ-152 из 12 прибыл на место только к вечеру 12 июля c одним боекомплектом и без тылов. В танковом сражении 12 июля участия не принимал).

Количество бронетехники в составе 5-й гв. ТА накануне Прохоровского сражения 12 июля 1943 года можно оценить в 826 единиц, ещё 125 единиц находилось на подходе к станции Прохоровка или в ремонте:
| Боевая техника           | 29 тк | 18 тк | 2 тк | 2 гв. тк | 5 гв. мк | армейские части | Всего |
| ------------------------ | ----- | ----- | ---- | -------- | -------- | --------------- | ----- |
| Т-34                     | 120   | 68    | 35   | 84       | 120      | 36              | 463   |
| T-70                     | 81    | 58    | 46   | 52       | 56       | 8               | 301   |
| «Черчилль»               | —     | 18    | 4    | 3        | —        | —               | 25    |
| СУ-122                   | 12    | —     | —    | —        | 10       | —               | 22    |
| СУ-76                    | 8     | —     | —    | —        | 7        | —               | 15    |
| Всего танков и САУ       | 221   | 144   | 85   | 139      | 193      | 44              | 826   |
| На пути к ст. Прохоровка | 13    | 33    | —    | —        | 51       | 4               | 101   |
| В ремонте                | 2     | 6     | 9    | —        | 1        | 6               | 24    |
| Итого бронеединиц        | 236   | 183   | 94   | 139      | 245      | 54              | 951   |

Г. А. Олейников по состоянию на 10 июля насчитывает в составе 5-й гвардейской танковой армии 790 танков — 260 Т-70, 501 Т-34, 31 Mk IV «Черчилль» (модификации Churchill IV). И 40 (два полка) самоходных штурмовых гаубиц СУ-122 и лёгких штурмовых орудий поддержки пехоты на базе Т-70 СУ-76.
Сам Ротмистров количество техники оценивал так:
«5-я гвардейская танковая армия усиливалась 2-м гвардейским Тацинским и 2-м танковыми корпусами, 1529-м самоходно-артиллерийским, 1522-м и 1148-м гаубичными, 148-м и 93-м пушечными артиллерийскими полками, 16-м и 80-м полками гвардейских минометов. В целом в нашей армии с приданными танковыми соединениями насчитывалось около 850 танков и САУ.»
Оценка сил сторон сильно зависит от оценки географических рамок сражения. В районе совхоза Октябрьский наступали 18-й и 29-й танковые корпуса — всего 348 танков.

## Планы сторон

### Планы советского командования
Планирование контрудара с участием 5-й гвардейской общевойсковой и 5 гвардейской танковой армий было начато примерно 9 июля. Предполагалось, что 5-я гв. ТА перейдет в наступление с рубежа Васильевка — совхоз Комсомолец — Беленихино, где можно было развернуть крупные массы танков и перережет шоссе Обоянь — Белгород. До шоссе необходимо было пройти 15-17 километров, что было вполне реальной задачей. С запада должны были нанести вспомогательный удар части 6-й гвардейской и 1-й танковой армий, что позволяло поставить группировку противника, атакующую в направлении на Обоянь, под угрозу окружения.
Исследователь Замулин В. Н. отмечает, что какого-либо письменного или графического плана операции Воронежского фронта обнаружить не удалось; вероятно, единого документа, где излагалась бы оперативная обстановка, выводы и план действий на 12 июля, вообще не существует. План операции восстанавливается по публикациям советского времени (источник данных для которых точно не известен) и по документам более низкого уровня — приказам армий и корпусов.

#### 5-я гв. танковая армия
Направление основного танкового удара было определено к утру 11 июля. В ночь на 11 июля командир 29-го танкового корпуса провел рекогносцировку в районе Лески, Тетеревино, Шахово и в 6.00 11 июля доложил результаты командующему 5-й гв. ТА армией Ротмистрову. Удар 29-м танковым корпусом, самым сильным корпусом армии, в направлении Шахово, Яковлево был весьма перспективен: на этом участке действовал относительно слабый противник — немецкая 167-я пд. В случае успеха прорыва 29-го тк создалась бы угроза окружения основных сил немецкой 4 ТА. Но этот вариант принят не был, вероятно, из-за необходимости преодоления сложных препятствий: заболоченной поймы реки Сажновский Донец и заминированной насыпи железной дороги. 12 июля здесь наступал только ослабленный 2-й гв. танковый корпус, причем на более на широком фронте. Также рассматривался план наступления 5-й гв. ТА на хутор Весёлый, против дивизии СС «Мёртвая голова», но из-за отсутствия средств для форсирования р. Псёл от этого плана также отказались. В конечном счете, единственным подходящим участком для действия крупных танковых сил был признан участок между рекой Псёл и хутором Сторожевое, и утром 11 июля Ротмистров предложил нанести здесь удар главными силами армии. Штаб фронта одобрил это предложение и соединения 5-й гв. ТА начали издавать соответствующие приказы..
К 14.00 ситуация под Прохоровкой резко ухудшилась: противник захватил совхоз Октябрьский и высоту 252,2, то есть овладел намеченным рубежом начала атаки 5-й гв. ТА. Однако это не привело к серьёзной корректировке планов. Развёрнутый план наступления 5-й гв. ТА изложен в Боевом приказе штаба армии № 3 от 18.00 11 июля 1943. В дальнейшем корпусам армии поступали подтверждения, что «задача прежняя», хотя время начала атаки переносили несколько раз. В определённый момент, когда существовал риск дальнейшего продвижения немцев, представитель Ставки Василевский А. М. приказал быть готовыми атаковать уже в 21.00 11 июля. Затем время атаки перенесли на 3.00, а затем установили окончательное время — 8.30 утра 12 июля.
План действий 5-й гв. ТА, изложенный в Боевом приказе № 3, неверно определял положение танковых частей противника и его планы. Считалось, что основные силы (до 400 танков) продолжают развивать успех в северном направлении — на Обоянь и Курск. Другая группировка (до 300 танков), как предполагалось, действовала «в восточном направлении» на Старый Оскол. И всего лишь «до 100 танков противника» отмечено между ними, в районе «Покровка, Яковлево, Бол. Маячки». Таким образом, советское командование ошибочно предполагало, что две основные группировки противника продолжают наступать в расходящихся направлениях и планировало нанести контрудар 5-й гв. ТА во фланг основной группировке, наступающей на Обоянь. В приказе командира 18-го танкового корпуса Бахарова Б. С. противостоящие силы противника оценивались всего лишь как «отдельные танковые группы».
В первом эшелоне 5-й гв. ТА должны были наступать три танковых корпуса: 18-й, 29-й и 2-й гвардейский Тацинский (соответственно правый фланг, центр и левый фланг). Каждый из них должен был поддерживать гвардейский миномётный полк, а 29-й тк — ещё и 1529-й тяжёлый самоходный полк на СУ-152. Согласно плану, сломив сопротивление противника на рубежах: Андреевка — роща к северо-западу от совхоза «Комсомолец» (18-й тк), роща 1 км севернее совхоза «Комсомолец» (29-й тк), Ясная Поляна — Беленихино (2-й гв. тк), они уничтожали группировку противника в районе Красная Дубрава, Большие Маячки, Красная Поляна, Лучки, Покровка, Яковлево и лес восточнее. Затем 29-й и 2-й гв. тк должны были готовиться действовать на юг, а 18-й тк — повернуть фронтом на север, прикрывая их.
5-й гв. механизированный корпус должен был действовать во втором эшелоне, готовясь развить успех 29-го и 2-го гв. тк. 2-й танковый корпус (Попова) должен был оставаться на занимаемом рубеже, прикрывая сосредоточение армии, затем поддерживать атаку всеми огневыми средствами. Пропустив атакующие соединения через свой позиции, должен был атаковать в общем направлении на Сухосолотино.
1. Противник на белгородском направлении, введя в бой крупные силы танков, пытается развить успех в сев. направлении — на Обоянь, Курск (до 400 танков) и в вост. направлении — на Александровский, Скородное, Старый Оскол (до 300 танков).
В районе Покровка, Яковлево, Бол. Маячки (ныне посёлок Рождественка Ивнянского района) отмечено до 100 танков противника.
2. 5-я гв. танковая армия со 2 тк, 2 гв. Ттк, 10 иптбр, 27-я пушечная артбригада (пабр), 522-й и 1148-й гаубичный артполк большой мощности (гап), 26-я зен. див., 16 и 18 гмп (гв. миномётный полк), 1329 сап (самоходно-артиллерийский полк) с 10.00 12.07.43 г. наносит удар в полосе: справа — Береговое, Андреевка (искл.), Красная Поляна, Красная Дубрава; слева — Правороть, Беленихино, отм. 232.0, курган с отм. +1,1 (3 км юго-вост. Яковлево) и во взаимодействии с 5 гв. А и 1 гв. ТА уничтожает прорвавшуюся группировку противника в районе: Покровка, Грезное, Кочетовка, не допуская отхода его на юг.
К исходу дня выходит на рубеж: Красная Дубрава, отм. 254.5, Яковлево, имея в виду в дальнейшем наступать в юго-зап. направлении.
Исходное положение на рубеже: Прелестное, Сторожевое, Мал. Яблоново — занять к 24.00 11.07.43 г.
Готовность атаки — 3.00 12.07.43 г.
Начало атаки — дополнительное распоряжение.
3. 18 тк с 80 гмп, одним 76-мм иптап, одним 57-мм иптап, 10 иптабр — сломить сопротивление противника на рубеже: Андреевка, роща, что сев.-зап. совхоза «Комсомолец», и уничтожить противника в районе: Красная Дубрава, Бол. Маячки, Красная Поляна, повернувшись фронтом на север, обеспечить наступательные действия армии на юг.
…
4. 29 тк с 76 гмп, 1529 сап — сломить сопротивление противника на рубеже: роща (что 1 км сев. совхоза «Комсомолец»). Уничтожить его группировку в районе Лучки, Большие Маячки, Покровка.
К исходу 12.07.43 г. выйти в район Покровки и рощи зап. и юж. Покровки, в дальнейшем быть готовым к действиям на юг.
…
До начала атаки корпус поддерживается 678 гап.
5. 2 гв. Ттк с 16 гмп, одним 76-мм иптап, 10 иптабр сломить сопротивление противника на рубеже: Ясная Поляна, Беленихино, уничтожить его группировку в районе Яковлево и леса восточнее и быть готовыми к наступлению в юж. направлении.
…
8. Артиллерия
…
В) Задачи
а) десятиминутный огневой налёт по переднему краю на участке: Васильевка, совхоз «Комсомолец», Ивановский Выселок, Беленихино;

б) пятиминутный методический огонь в глубине противника;

в) пятнадцатиминутный огневой налёт по переднему краю и глубине противника (огонь открывается по объектам, согласно заявкам, требованиям командиров корпусов).
Группа РС:
а) огневой залп по переднему краю обороны противника в момент начала артобработки противника;

б) второй залп — по объектам переднего края, конец артиллерийской обработки.
Анализ документов показывает, что на 12 июля планировался не контрудар (хотя по факту он был таковым, ведь противник ещё атаковал), а переход в наступление с решительными целями. Приказ командира 18 тк Бахарова прямо говорит, что части корпуса готовились ко вводу в прорыв, то есть к выполнению важнейшего этапа наступательной, а не оборонительной операции. По мнению Замулина В. Н., командование Воронежского фронта пыталось достичь сразу двух целей: и остановить продвижение противника, и разгромить его ударную группировку мощным танковым ударом. При этом танковая армия однородного состава, вместо ввода в прорыв, должна была выполнить несвойственную ей задачу — взломать оборону противника, что обычно возлагалось на общевойсковые армии, усиленные артиллерией. Они должны были уничтожить противотанковую оборону и обсепечивали ввод в действие эшелона развития успеха, подвижных соединений танковой армии. В данном же случае обе задачи выполняла танковая армия, что предопределяло сверхпотери бронетанковой техники.

#### 5-я гв. армия (общевойсковая)
Подготовка контрудара 5-й гвардейской армии осложнялась тем, что три дивизии на её левом фланге уже втянулись в бой и 11 июля отбивали атаки противника. По воспоминаниям командующего армией Жадова А. С., приказ о наступлении он получил вечером 11 июля. По мнению исследователя Лопуховского, подготовка к нему могла начаться раньше, но по первоначальным планам основной удар наносился правым флангом армии (силами 32-го гв. стрелкового корпуса). Согласно же Боевому распоряжению № 064/ОП от 1.15 12 июля: «… армия в предстоящем наступлении на 12.7.43 наносит удар не ПРАВЫМ, а ЛЕВЫМ флангом».
Таким образом, основной удар наносил 33-й гв. стрелковый корпус силами 42-й, 52-й, 95-й и 97-й гвардейских стрелковых дивизий и 9-й гвардейской воздушно-десантной дивизии. Изменение направления основного удара в целом отвечало обстановке, поскольку левый фланг дивизии «Мёртвая голова», как показали последующие события, надежно прикрывался 11-й танковой дивизией и атаки 32-го гвардейского корпуса без поддержки танков на этом направлении были неудачны. Однако недостаток времени на выполнение этого решения привёл к дезорганизации подготовки наступления, в частности действий артиллерии.

### Планы германского командования
Штаб 2-го ТК СС поставил следующие задачи 11 июля в 22.00:

2 ТК СС разбивает врага юж. Прохоровки и создает этим предпосылки для дальнейшего продвижения через Прохоровку. Задания дивизиям:
Дивизия «МГ» перейти в наступление с плацдарма на рассвете, захватить высоты сев.-вост. и прежде всего выйти к дороге Прохоровка, Карташёвка. Овладеть долиной р. Псёл атакой с юго-запада, обеспечив левый фланг дивизии «АГ».
Дивизия «АГ», удерживая на левом фланге занимаемый рубеж, на правом флаге занять Сторожевое и лес севернее, отделение совхоза «Сталинское» и х. Ямки, а также высоты в 2 км вост. С наступлением угрозы со стороны долины р. Псёл совместно с частями «МГ» захватить Прохоровку и высоту 252.4.
Дивизия «Р», удерживая на правом фланге достигнутые рубежи, занять Виноградовку и Ивановку. После овладения правофланговыми частями дивизии «АГ» Сторожевое и лесом севернее, используя их успех, перенести основные усилия в направлении высот юго-зап. Правороть. Удерживать новый рубеж Ивановка, высоты юго-зап. Правороть, высоты 2 км вост. Сторожевое (иск.).

## Ход сражения
Существуют разные версии этого сражения.

### Официальная советская версия
Из воспоминаний П. А. Ротмистрова следует, что его армия должна была прорвать фронт и двигаться на Харьков (косвенно это подтверждается качественным составом армии, почти наполовину состоящей из лёгких танков и почти не имеющей тяжёлых), обходя германское танковое скопление, находящееся, по данным разведки, в 70 км от Прохоровки и «успешно атакуемое» в тот момент штурмовой авиацией.
Первое столкновение в районе Прохоровки произошло вечером 11 июля. По воспоминаниям Ротмистрова, в 17 часов он вместе с маршалом Василевским во время рекогносцировки обнаружил колонну танков противника, которые двигались к станции. Атака была остановлена силами двух танковых бригад.
В 8 утра следующего дня советская сторона провела артподготовку и в 8:15 перешла в наступление. Первый атакующий эшелон насчитывал четыре танковых корпуса: 18-й, 29-й, 2-й и 2-й гвардейский. Второй эшелон составлял 5-й гвардейский мехкорпус.
В начале сражения советские танкисты получили некоторое преимущество: восходящее солнце слепило наступавших с запада немцев.
Очень скоро боевые порядки смешались. Высокая плотность боя, в ходе которого танки сражались на коротких дистанциях, лишила немцев преимущества более мощных и дальнобойных пушек. Советские танкисты получили возможность прицельно бить в наиболее уязвимые места тяжело бронированных немецких машин.
Когда советские танки во время контратаки вышли на дистанцию прямого выстрела своих орудий и их встретили плотным огнём противотанковые орудия немцев, то танкисты были просто ошеломлены. Под ураганным огнём было необходимо не только вести бой, но и прежде всего психологически перестраиваться от наступательного рывка вглубь обороны противника к собственной позиционной борьбе со средствами ПТО противника.
Восточнее района сражения наступала немецкая танковая группа «Кемпф», которая стремилась зайти наступающей советской группировке в левый фланг. Угроза охвата заставила советское командование отвлечь на это направление часть своих резервов.
Около 13 часов немцы вывели из резерва 11-ю танковую дивизию, которая совместно с дивизией «Мёртвая голова» нанесла удар по советскому правому флангу, на котором находились силы 5-й гвардейской армии. Им на подмогу были брошены две бригады 5-го гвардейского мехкорпуса и атака была отбита.
К 14 часам советские танковые армии стали теснить противника в южном направлении. К вечеру советские танкисты смогли продвинуться на 10—12 километров, оставив, таким образом, поле сражения у себя в тылу. Сражение было выиграно.

### Исследования В. Н. Замулина
Российский историк В. Н. Замулин отмечает отсутствие ясного изложения хода боевых действий, отсутствие серьёзного анализа оперативной обстановки, состава противоборствующих группировок и принимавшихся решений, субъективизм в оценке значения Прохоровского сражения в советской историографии и использование этой темы в пропагандистской работе. Вместо беспристрастного изучения сражения советские историки вплоть до начала 1990-х годов создавали миф о «крупнейшем танковом сражении в истории войн».
Согласно его исследованию, сражение у Прохоровки немецкое командование спланировало заранее: «4 ТА должна была двигаться от Белгорода не строго на север, а, прорвав две армейских полосы и разгромив 6 гв. А и 1 ТА, развернуться на восток, чтобы на четвёртый день операции встретить советские танковые и мехкорпуса в наиболее удобном месте для использования своих танковых дивизий — прохоровском направлении.» В то же время, участие советской стороны в нём явилось импровизацией.
По замыслу советской стороны, контрудар 12 июля в районе станции Прохоровка должен был окончательно переломить ход оборонительного этапа Курской битвы:

12 июля 1943 г. юго-западнее станции на участке в 20 км по фронту с обеих сторон действовало 767 танков и самоходных орудий, в том числе 494 — из 5 гв. ТА генерал-лейтенанта П. А. Ротмистрова. Гвардейцев поддерживали значительные силы пехоты. Только в восьми дивизиях 5 гв. А генерал-лейтенанта А. С. Жадова насчитывалось 58 197 человек, в том числе активных штыков — более 33 000.

Однако ожидаемых результатов советская сторона добиться не смогла. В. Н. Замулин подчёркивает, что

главной причиной этого явилось решение о фронтальном ударе корпусами 5 гв. ТА и 5 гв. А не по флангам, а «в лоб» наиболее сильному на тот момент вражескому соединению, которое частью сил перешло к обороне. План контрудара к его началу уже не соответствовал изменившейся оперативной обстановке, район развертывания главной контрударной группировки был неудобным для использования большого числа танков, а возможности 2 ТК СС при удержании занятой им 11 июля территории у Прохоровки недооценены.

По данным В. Н. Замулина, 12 июля в 5 гв. А и 5 гв. ТА вышло из строя не менее 7019 бойцов и командиров. Потери четырёх корпусов и передового отряда 5 гв. ТА составили 340 танков и 17 САУ, из них 194 — сгорели, а 146 — могли быть восстановлены. Но из-за того, что большая часть подбитых боевых машин оказалась на территории, контролируемой немецкими войсками, машины, подлежавшие восстановлению, также были потеряны. Таким образом, всего было потеряно 53 % бронетехники армии, принимавшей участие в контрударе. По мнению В. Н. Замулина,

основной причиной высокой убыли танков и невыполнения задач 5 гв. ТА явилось неправильное использование танковой армии однородного состава, игнорирование приказа Наркома обороны СССР № 325 от 16 октября 1942 г., в котором был аккумулирован накопленный за предыдущие годы войны опыт применения бронетанковых войск. Распыление стратегических резервов в неудачном контрударе оказало существенное негативное влияние на итоги завершающего этапа Курской оборонительной операции.

Оценивая роль танкового боя у станции Прохоровка 12 июля, В. Н. Замулин признаёт, что он явился «кульминационным моментом Курской оборонительной операции на южном фасе, после которого напряжение боёв резко снизилось», однако бой был лишь частью сражения, проходившего с 10 по 16 июля, и срыв наступления ГА «Юг» стал результатом общих усилий войск Воронежского фронта и резерва Ставки ВГК.

## Итоги
Согласно исследованию А. В. Исаева:

Контрудар советских войск в районе Прохоровки был для немцев ожидаемым ходом. Ещё весной 1943 г., более чем за месяц до наступления, вариант отражения контрудара из района Прохоровки отрабатывался, и что делать, части II танкового корпуса СС прекрасно знали. Вместо того чтобы двигаться на Обоянь, эсэсовские дивизии «Лейбштандарт» и «Мёртвая голова» подставились под контрудар армии П. А. Ротмистрова. В результате планировавшийся фланговый контрудар выродился в лобовое столкновение с крупными танковыми силами немцев. 18-й и 29-й танковые корпуса потеряли до 70 % своих танков и фактически были выведены из игры…
Несмотря на это, операция прошла в весьма напряжённой обстановке, и только наступательные, подчёркиваю, наступательные действия других фронтов позволили избежать катастрофического развития событий.

Потери советских танкистов составили не менее 270 боевых машин (из них только два танка — тяжёлые) в утреннем бою и ещё несколько десятков в течение дня — по воспоминаниям немцев небольшие группы советских танков и даже отдельные машины появлялись на поле боя до вечера. Вероятно, это подтягивались отставшие на марше.
Отразив советский контрудар под Прохоровкой, немцы на следующий день нанесли удар силами дивизии «Рейх» на юго-восток и 15 июля сомкнули фланги 4-й танковой армии и АГ «Кемпф», заставив 48-й стрелковый корпус 69-й армии прорываться из окружения с большими потерями. Затем 2-й ТК СС срочно отбыл на юг, чтобы принять участие в отражении наступления советских войск на реке Миус. В конце июля дивизия «Лейбштандарт», передав двум другим дивизиям 2-го ТК СС подавляющее большинство своих танков, отправилась в Италию, а затем туда отбыло и управление 2-го танкового корпуса СС во главе с Паулем Хауссером.

## Потери

### Потери СССР
Оценки боевых потерь в различных источниках сильно отличаются. Генерал Ротмистров утверждает, что за день из строя было выведено с обеих сторон около 700 танков. Официальная советская «История Великой Отечественной войны» приводит сведения о 350 подбитых немецких машинах. Г. Олейников критикует эту цифру, по его подсчётам в сражении не могло принимать участие больше 300 немецких танков. Советские потери он оценивает в 170—180 машин.
В книге «Великая Отечественная война 1941—1945 годов» указаны следующие цифры:
Под Прохоровкой советские войска потеряли 60% танков (500 из 800), а немецкие — 75% (300 из 400, по немецким данным — 80-100).

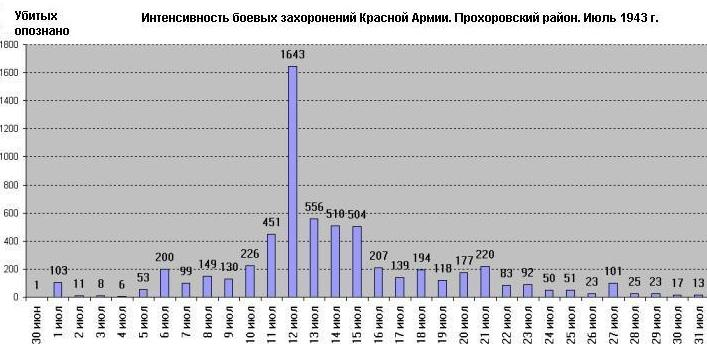
Захоронения РККА 30.06 — 31.07.1943. Прохоровский район

Согласно докладу, который представил по итогам сражения Сталину представитель Ставки А. М. Василевский, «в течение двух дней боёв 29-й танковый корпус Ротмистрова потерял безвозвратными и временно вышедшими из строя 60 % и 18-й танковый корпус — до 30 % танков». В отчёте о Прохоровском сражении, направленном на имя Сталина членом Военного Совета Воронежского фронта Н. С. Хрущёвым 24 июля 1943 года приведены такие данные о потерях по 18-му и 29-му танковым корпусам: 176 танков (15 Mk.IV, 113 Т-34, 48 Т-70) и 3 САУ, потери противника оценены в 150—160 танков.
К этому нужно добавить значительные потери пехоты. В ходе боёв 11—12 июля наибольшие потери понесли 95-я и 9-я гвардейские стрелковые дивизии 5-й гвардейской армии. Первая потеряла 3334 человека, в том числе убитыми почти 1000 и пропавшими без вести 526 человек. 9-я гв. вдд потеряла 2525, убитыми — 387 и пропавшими без вести — 489.
Диаграмма справа показывает динамику опознанных (есть ФИО и дата смерти) захоронений Красной Армии за июль 1943 г. под Прохоровкой и даёт наглядное представление о событиях тех дней..
| Соединение            | Личный состав | Личный состав        | Личный состав                       | Танков и САУ | Танков и САУ      | Танков и САУ | Танков и САУ | Танков и САУ | Танков и САУ                                       | Танков и САУ              |
| Соединение            | всего         | безвозвратные потери | источник потерь                     | в строю      | участвовало в бою | потери       | потери       | потери       | потери                                             | в строю на 13.00 13.07.43 |
| Соединение            | всего         | безвозвратные потери | источник потерь                     | в строю      | участвовало в бою | всего        | сгорело      | подбито      | источник потерь танков и САУ                       | в строю на 13.00 13.07.43 |
| 18-й тк               | 471           | 271                  | ЦАМО. Ф. 18 тк. Оп. 2. Д. 5. Л. 125 | 183          | 149               | 84           | 35           | 49           | ЦАМО. Ф. 5 гв. ТА. Оп. 4948. Д. 75. Л. 32          | 33                        |
| 29-й тк               | 1991          | 1033                 | ЦАМО. Ф. 332. Оп. 4948. Д. 80. Л. 7 | 215          | 199               | 153          | 103          | 50           | ЦАМО. Ф. 332. Оп. 4948. Д. 46                      | 51                        |
| 2-й тк                | 124           | 36                   |                                     | 59           | 52                | 22           | 11           | 11           | ЦАМО. Ф. 5 гв. ТА. Оп. 4948. Д. 67. Л. 12, 70, 203 | 44                        |
| 2-й гв. тк            | 550           | 145                  |                                     | 140          | 138               | 54           | 29           | 25           | ЦАМО. Ф. 5 гв. ТА. Оп. 4948. Д. 75. Л. 20, 28, 34  | 80                        |
| 5-й гв. мк (на 18.00) | 405           | ?                    |                                     | 158          | 66                | 15           | 5            | 10           | ЦАМО. Ф. 5 гв. ТА. Оп. 4948. Д. 70. Л. 137         | 158                       |

### Потери Германии
Согласно исследованиям А. Томзова, ссылающегося на данные немецкого федерального Военного Архива, в ходе боёв 12—13 июля дивизия «Лейбштандарт Адольф Гитлер» потеряла безвозвратно 2 танка Pz.IV, в долгосрочный ремонт было отправлено 2 танка Pz.IV и 2 танка Pz.III, в краткосрочный — 15 танков Pz.IV и 1 танк Pz.III, то есть всего 22 только Pz.IV и Pz.III в одной дивизии из трёх.
Кроме того, по мнению историка Бена Уитли, один танк Pz.VI «Tiger» был обездвижен возле деревни Андреевка в ходе боя со 181-й танковой бригадой и впоследствии списан, поскольку эвакуировать его не было возможности.
| Номер, наименование соединения     | Pz.II | Pz.III 50/L42 | Pz.III 50/L60 | Pz.III 75 мм | Pz.IV L24 | Pz.IV L43 и L48 | Pz.VI «Тигр» | Т-34     | StuG      | Bef.Pz. III | Всего танков и StuG |
| ---------------------------------- | ----- | ------------- | ------------- | ------------ | --------- | --------------- | ------------ | -------- | --------- | ----------- | ------------------- |
| Мд Лейбштандарт-СС «Адольф Гитлер» | 4 (0) | —             | 5 (0)         | —            | —         | 31 (- 16)       | 3 (- 1)      | —        | 20 (+ 10) | 7 (0)       | 70 (- 7)            |
| Мд СС «Рейх»                       | —     | —             | 43 (+ 9)      | —            | —         | 20 (+ 2)        | 1 (0)        | 11 (+ 3) | 24 (- 3)  | 8 (+ 1)     | 107 (+ 12)          |
| Мд СС «Мёртвая голова»             | —     | —             | 32 (- 22)     | —            | 3 (- 1)   | 14 (- 12)       | 0 (- 10)     | —        | 20 (- 1)  | 5 (- 2)     | 74 (- 48)           |
| Всего 2 ТК СС                      | 4 (0) | —             | 80 (- 13)     | —            | 3 (- 1)   | 65 (- 26)       | 4 (- 11)     | 11 (+ 3) | 64 (+ 6)  | 20 (- 1)    | 251 (- 43)          |

Большинство поврежденных танков быстро ремонтировались. К 16 июля «Лейбштандарт» уже имел боеготовыми 42 Pz.IV, 9 Pz.VI «Tiger» и 30 StuG (новых танков получено не было).
Всего в ходе операции «Цитадель» (5—23 июля) дивизии 2 ТК СС потеряли танков и САУ:
- «Лейбштандарт» — 12 (1 Pz.III, 9 Pz.IV, 1 Pz. 6 «Tiger» и 1 StuG), а также 2 истребителя танков Marder
- «Рейх» — 9 (1 Pz.III, 6 Pz.IV, 1 Pz.VI «Tiger» и 1 StuG)
- «Мертвая голова» — 12 (2 Pz.III, 8 Pz.IV, 1 Pz.VI «Tiger» и 1 StuG)

Потери личного состава в дивизиях «Лейбштандарт» и «Рейх», которые непосредственно противостояли удару советских танковых соединений под Прохоровкой, за 12 июля составили 522 человека (из них убитыми — 80).

## Проблемы учёта
Курская битва долгое время считалась крупнейшим танковым сражением в истории. В частности, считалось, что в сражении под Прохоровкой участвовало от 1200 до 2000 танков. При этом, на основании советских данных, предполагалось, что бою на коротких дистанциях было уничтожено до 1200 танков с обеих сторон. Однако после окончания Холодной войны исследователи, получившие доступ в советские и немецкие архивы, провели более тщательный анализ данных о частях, принимавших участие в бою. Исследования показали, что традиционные оценки были сильно завышены, а Прохоровка не была крупнейшим танковым сражением. Результаты новейших исследований были подробно изложены в книге Niklas Zetterling и Anders Frankson «Kursk 1943: A Statistical Analysis» (2016) и работах В. Н. Замулина.
По уточненным данным, в сражении непосредственно под Прохоровкой участвовало примерно 910 танков: 294 немецких и 616 советских. С учетом соседних участков: 429 немецких и 870 советских, всего — 1299 единиц.
Потери
В результате последних исследований существенно поменялись также и цифры потерь. По советским данным, 12 июля советская 5-я ГТА потеряла 359 танков и САУ, из которых 207 не подлежали ремонту. По немецким данным, суммарные потери II и III тк SS составили 193 единицы, из которых безвозвратно было потеряно 20 машин. Однако советские и немецкие отчеты по разному трактуют понятие потерь, что затрудняет их сравнительный анализ. Потери в живой силе также с трудом поддаются оценке. Так, по советским данным, между 12 и 16 июля 5-я ГТА потеряла 2240 человек убитыми и 1157 пропавшими без вести (которые по всей вероятности погибли или попали в плен). За тот же период II тк SS потерял 503 человека убитыми и 57 человек пропавшими без вести.
По мнению исследователей, причины расхождения данных могут быть отнесены на счет советской пропаганды, так как советская сторона знала о своих тяжёлых потерях под Прохоровкой. Хотя точные цифры потерь были засекречены, было необходимо создать впечатление, что эти потери были обоснованными. Преувеличение немецких потерь служило повышению морального духа войск и населения. Завышенные цифры потерь противника случались и по причине методики учёта. Например, если несколько советских танков стреляли по одному немецкому и повредили его, то в отчёте могло отражаться повреждение трёх танков.
Командующий 5-й ГТА П. А. Ротмистров утверждал в мемуарах, что с каждой стороны в сражении принимало участие по 700—800 танков и немецкие потери составили более 400 единиц. Именно это мнение закрепилось в трудах советских историков. Немецкие архивы были более доступны, чем советские, но они не были до конца изучены. Ситуация начала меняться после окончания Холодной войны. Однако даже сейчас, надёжных данных о силах сторон и потерях мало, поэтому историки зачастую значительно расходятся, приводя эти цифры.

## Визуальные свидетельства
В апреле 2019 года в Journal of Intelligence History вышла статья британского ученого Бена Уитли (Ben Wheatley), обнаружившего в Национальном архиве Колледж-Парка (штат Мэриленд) материалы немецких аэрофотосъемок поля сражения, сделанных 14 и 16 июля, а также 7 августа. Автор претендует на идентификацию 1 безвозвратно потерянного Pz.IV и нескольких скоплений уничтоженной советской бронетехники в полосе наступления 29-го танкового корпуса против дивизии СС «Лейбштандарт Адольф Гитлер» между высотой 252,2 и противотанковым рвом. Высокие советские потери объясняются тем, что танки Ротмистрова уперлись в противотанковый ров глубиной 4,5 м и столпились перед мостом через него, представляя собой идеальную мишень для танков 2-го танкового корпуса СС. . Также Уитли предположительно идентифицировал скопления разбитой или брошенной советской бронетехники в полосе наступления 18-го танкового корпуса со стороны р. Псёл и деревни Андреевка во фланг дивизии «Лейбштандарт Адольф Гитлер» в направлении командной высоты 241,6. В отражении этой атаки большую роль сыграли четыре танка «Тигр» под командованием Михаэля Виттмана. Согласно советским отчётам, в ходе этой атаки 18-й танковый корпус из своих 190 танков безвозвратно потерял 55 (32 Т-34, 12 Т-70 и 11 британских «Черчиллей»). Рудольф фон Риббентроп, сын гитлеровского министра иностранных дел, который в сражении командовал танковой ротой дивизии "Лейбштандарт "Адольф Гитлер"",  писал в своих воспоминаниях:  «Русские въезжали, если им вообще удавалось зайти так далеко, в свой собственный противотанковый ров, где они, естественно, становились легкой добычей нашей обороны. Горящее дизельное топливо распространяло густой черный чад — повсюду пылали русские танки, частью наехавшие друг на друга, между ними спрыгнувшие русские пехотинцы, отчаянно пытавшиеся сориентироваться и легко превращавшиеся в жертву наших гренадеров и артиллеристов, также стоявших на этом поле боя. (...) Атаковавшие русские танки — их должно было быть больше ста — были полностью уничтожены. Один из принимавших участие в атаке русских офицеров-танкистов заявил в упомянутой передаче ZDF: «Они шли на смерть».

## Память

Звонница в память о погибших на Прохоровском поле

В память о погибших под Прохоровкой 3 мая 1995 года к 50-летию Победы в Великой Отечественной войне в Прохоровке был открыт Храм Святых Апостолов Петра и Павла (день празднования этих святых приходится на 12 июля, день сражения). На мраморных плитах его стен высечены имена 7 тысяч погибших здесь воинов. К югу от самой Прохоровки на железнодорожной магистрали Москва-Курская — Белгород были открыты платформы Звонница и Танковое поле. Объекты, возведённые в Прохоровке в память о подвиге советского народа в Курской битве, объединены в музей-заповедник «Прохоровское поле».

## В произведениях культуры и искусства
- В книге И. И. Маркина «Курская битва» (Воениздат, 1953).
- В киноэпопее «Освобождение» (режиссёр Юрий Озеров), в фильме первом «Огненная дуга» события под Прохоровкой излагаются в литературной версии мемуаров некоторых советских генералов и маршалов эпохи 1960-х годов.
- В документальном фильме «Поле под Прохоровкой» (1983)[39][40] режиссёра Павла Русанова, посвящённом 40-летию Курской битвы, рассказывается о сражении под Прохоровкой; автор ленты в 1984 году был награждён золотой медалью имени А. П. Довженко «за лучший военно-патриотический фильм».
- В рассказе Владимира Сорокина «Смирнов» (из сборника МОНОКЛОН, 2010) дана сатира на ветеранов, протестующих против «фальсификации истории».
- Шведская группа Sabaton посвятила данному сражению песню «Panzerkampf».
- У шведской группы Marduk в альбоме Iron Dawn есть песня «Prochorovka: Blood And Sunflowers» (Прохоровка: кровь и подсолнухи).
- В видеоигре Блицкриг есть задание «Битва за Прохоровку».
- В видеоигре Panzer Front есть задание «Октябрьский», где можно поучаствовать в бою под Прохоровкой на участке свх. Октябрьский.
- В шутере Call of Duty: United Offensive есть танковая операция «Курск», а действия разворачиваются около Прохоровки.
- В повести Ивана Ефремова «Звёздные корабли» (1944, издана — 1948) упоминается рукопись молодого учёного, «погибшего в грандиозном танковом сражении», найденная в оставленном на поле подбитом танке.
- В игре World of Tanks есть карта «Прохоровка».